# Blepharodes sudanensis
Blepharodes sudanensis – gatunek modliszki z rodziny Empusidae, występujący w Somalii i Sudanie.